# Felvidéki Emlékérem

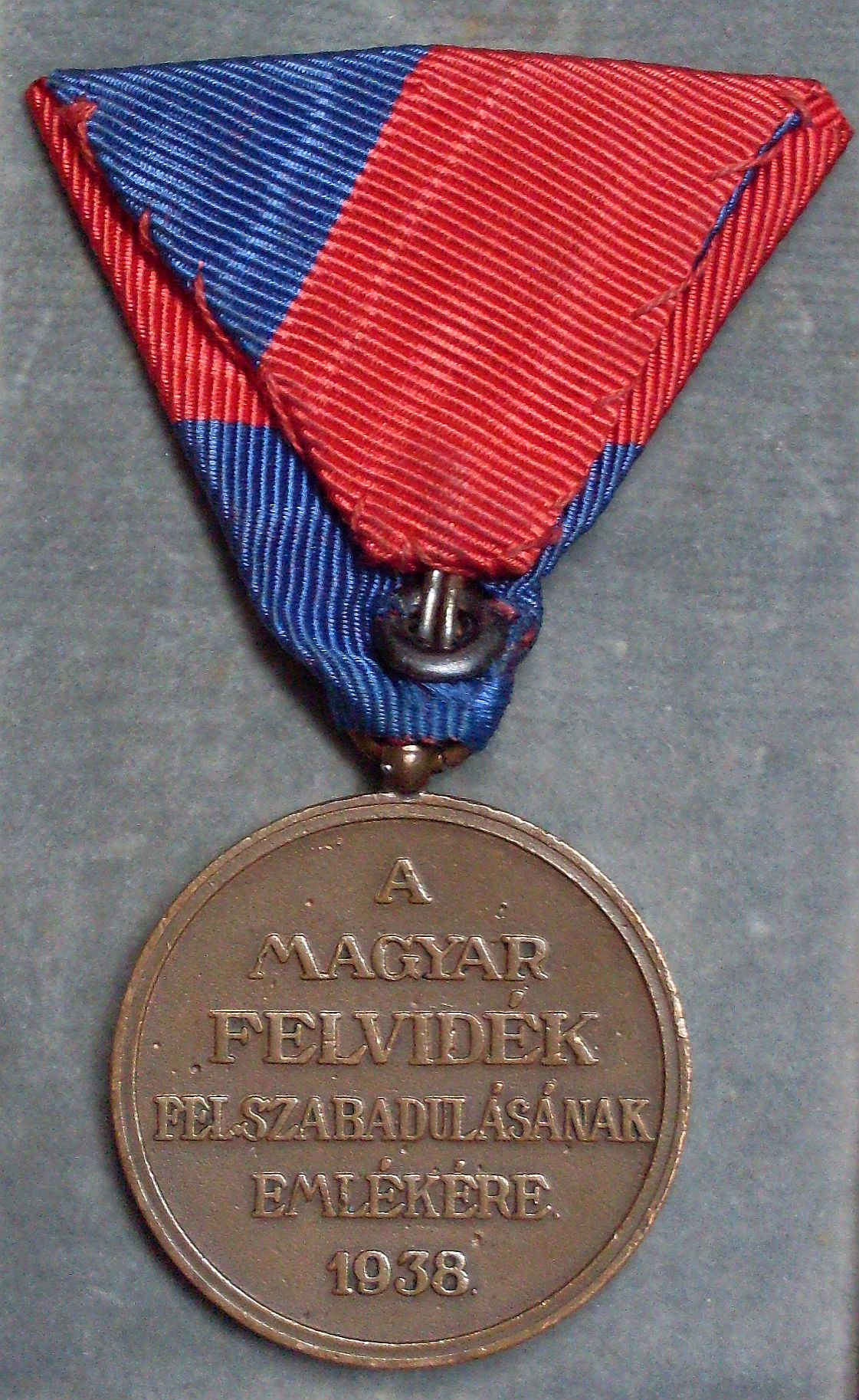
A kitüntetés hátoldala

A Felvidéki Emlékérem az I. bécsi döntés 1938. alapján Magyarországhoz visszacsatolt felvidéki területek visszavételében részt vevő honvédség és csendőrség személyi állománya részére alapított elismerés.

## Az elismerés története
Az I. bécsi döntés 1938. november 2-án született Magyarország és Csehszlovákia vitájában, és lényegében az etnikai revíziót valósította meg.
Márai Sándor, Új Idők, 1938. november 20-i számában így írt a történtekről:

„Mindenütt, amerre mentünk, őszirózsákat szórtak reánk. Kosárral, szakajtóval szórták a lányok az őszirózsát. Az autót behavazta a sok virág, mindenkinek jutott egy csokorra való.
- Milyen különös, kérlek! - mondja csendesen. - Ezt az országrészt, mint a többit, az őszirózsás forradalom vesztette el. S most, mikor visszatér a Felvidék, megint őszirózsát dobálnak: mintha az idő és az élet bocsánatot kérne és jóvá akarna tenni a jelképpel valamit.
A hadvezetés a megvalósított revíziós törekvésekkel párhuzamosan kitüntetéseket alapított és így kerültek időben adományozásra először a Felvidéki, majd az Erdélyi Emlékérem (1940), és legvégül a Délvidéki Emlékérem (1941). A Szovjetunió megtámadása után, 1941 novemberében megalapították a Tűzkeresztet, mely harctéri kitüntetés volt és a fegyveres frontszolgálatért, a haza védelmében szenvedett sebekért, valamint rokkantságért adományozták. Az emlékérmeket azok kaphatták meg, akik a területek visszafoglalásával kapcsolatos mozgósítások során állomáshelyüket a birtokbavétellel kapcsolatos tevékenység érdekében elhagyták.

### Az emlékérem
A bronzérem elölnézeti oldalán II. Rákóczi Ferenc arcképe látható és a körfelirat „PRO PATRIA ET LIBERTATE RÁKÓCZI. A hátoldalon „A Magyar Felvidék Felszabadulásának Emlékére 1938” felirat olvasható.
Viselni a mellkason a felső zubbonyzseb felett kitűzve vagy szalagsávon lehetett és sorrendjét tekintve megelőzték a más hadi érdemekért kapott kitüntetések. A kitüntetést úgy kellett feltűzni, hogy annak alsó széle a zsebtakaró felső szélét érintse, középvonala pedig a zsebtakaró középvonalával egybeessen. A Felvidéki Emlékérem megelőzte testvér kitüntetéseit, az Erdélyi Emlékérmet és a Délvidéki Emlékérmet.
A kitüntetés viselését a jelenleg hatályos szabályozás nem engedi meg.

## Kitüntetettek
Az elismerést a hadműveletekben részt vevő több ezer honvéd és csendőr kapta meg, az alábbi felsorolás a magyar nyelvű wikipédián önálló szócikkel rendelkező elismerteket tartalmazza:
- Duska László százados
- Fehér Ernő őrvezető
- Tapody Lajos főtörzsőrmester